# فینیکس پیکچرز
فینیکس پیکچرز (انگلیسی: Phoenix Pictures) یک شرکت سینمایی و تلویزیونی آمریکایی است که در سال ۱۹۹۵ توسط مایک مدووی و آرنولد مسر تاسیس شد..